# دهستان سیلتان
دهستان سیلتان نام دهستانی در بخش مرکزی شهرستان بیجار، استان کردستان در ایران است. براساس سرشماری مرکز آمار ایران در سال ۱۳۸۵، جمعیت آن ۴۸۲۸ نفر (۱۱۵۰ خانوار) بوده‌است. زبان اکثریت اهالی و مردم بومی زبان ترکی آذربایجانی است.